# Parnasszizmus
A  parnasszizmus  (vagy parnasse) Franciaországban  keletkezett l’art pour l’art művészeti irányzat volt a 19. század második felében.

## A név eredete
A ’’Parnasszus’’  a görög mitológiában a múzsák lakóhelye volt. A parnasszisták nevüket a „Jelenkori Parnasszus" című, Leconte de Lisle szerkesztett folyóirattól kapták. 

## Théophile Gautier
Théophile Gautier (1811-1872) francia költő, író és kritikus esztétikai nézeteivel a ’’’parnasszizmus’’’ költői gyakorlatát igyekezett igazolni. Szerinte a művészet az erkölcsi érdektől és a hasznosságtól független öncél (l’art pour l’art). A műalkotás legfőbb alkotó elemének a forma csiszoltságát tekintette. Gautier szerint csak az lehet szép, ami nem való semmire, a hasznos eleve rút, mert valamilyen szükségletet elégít ki.

## Egyéb főbb képviselői
A parnasse fő képviselői Gautier mellett Leconte de Lisle, követője Léon Dierx, François Coppée, José María de Heredia, Sully Prudhomme, Anatole France, Paul Verlaine. Charles Algernon Swinburne (1837-1909) a preraffaelitákhoz közel álló költő költeményei és verses drámái mellett jelentős kritikai írásokat tett közzé angol írókról, köztük William Blake-ről.

## Lásd még
- L’art pour l’art